# Eupeodes noboritoensis
Eupeodes noboritoensis är en tvåvingeart som först beskrevs av Ninomiya 1930.  Eupeodes noboritoensis ingår i släktet fältblomflugor, och familjen blomflugor. Inga underarter finns listade i Catalogue of Life.